# Big Trouble in Little China
Big Trouble in Little China (Brasil: Os aventureiros do bairro proibido / Portugal: As aventuras de Jack Burton nas garras do mandarin) é um filme americano de 1986, do gênero aventura, artes marciais, comédia e fantasia, dirigido por John Carpenter, em mais uma parceria do diretor com o ator Kurt Russell. O filme conta a história de Jack Burton, que ajuda seu amigo Wang Chi a resgatar a noiva de olhos verdes de Wang de bandidos na Chinatown de São Francisco. Eles vão para o misterioso submundo sob Chinatown, onde enfrentam um antigo feiticeiro chamado David Lo Pan, que exige que uma mulher de olhos verdes se case com ele para libertá-lo de uma maldição secular.
Embora o filme seja originalmente concebido como um faroeste fixado na década de 1880, o roteirista WD Richter foi contratado para reescrever o roteiro extensivamente e modernizar tudo. O estúdio contratou Carpenter para dirigir o filme e apressaram a produção, de modo que seria lançado antes de um filme de Eddie Murphy com temática semelhante, O Rapto do Menino Dourado, que foi programado para sair quase ao mesmo tempo. O projeto cumpriu o desejo de longa data de Carpenter para fazer um filme de artes marciais. O filme foi um fracasso comercial, arrecadando 11,1 milhões na América do Norte ligeiramente abaixo da sua estimativa de orçamento de 20 milhões. Recebeu críticas mistas, que deixaram Carpenter desiludido com Hollywood e influenciaram sua decisão de voltar para o cinema independente. O filme é cultuado devido ao seu sucesso em home-video.

## Sinopse
Jack Burton, motorista de caminhão barulhento e falador, ganha uma aposta com seu amigo dono de restaurante, Wang Chi. Para garantir o pagamento, Jack o acompanha ao aeroporto para buscar a noiva chinesa de Wang, Miao Yin. Uma gangue de rua chinesa, os Senhores da Morte, tenta sequestrar outra garota chinesa no aeroporto, que está sendo recebida por sua amiga Gracie Law, que pretende vendê-la como escrava sexual. Depois que Jack intervém, eles pegam Miao Yin.
Jack e Wang seguem os Senhores da Morte até os becos da Chinatown de San Francisco, onde encontram uma procissão fúnebre que rapidamente irrompe em uma batalha entre Chang Sing e Wing Kong, duas sociedades chinesas antigas. Quando "Os Três Temporais" - Thunder, Rain e Lightning, poderosos guerreiros com poderes temáticos - aparecem, massacrando o Chang Sing, Jack tenta atirar seu caminhão na multidão, mas atropela  David Lo Pan. homem um decrépito que comanda Os Três Temporais. Horrorizado, Jack sai de seu caminhão, mas encontra Lo Pan inabalado e brilhando com magia. Wang apressadamente guia Jack pelos becos; os dois escapam da carnificina e do caos, mas o caminhão de Jack é roubado.
Wang leva Jack ao seu restaurante, onde eles se encontram com Gracie, sua amiga jornalista Margo, Eddie Lee, amigo de Wang, e o mágico Egg Shen, uma autoridade local sobre misticismo e Lo Pan. Eles tentam explicar a um incrédulo Jack (que só quer seu caminhão de volta) o conhecimento antigo e a feitiçaria que os chineses trouxeram com eles para a América. O grupo elabora um plano para se infiltrar em um bordel, onde eles acreditam que Miao Yin está preso. Eles invadem com alguma dificuldade, mas são interrompidos pos temporais arrancando o teto e saindo com Miao Yin, levando-a ao mestre Lo Pan. Jack e Wang rastreiam os negócios usados por Lo Pan e personificam eletricistas para obter acesso, mas são rapidamente subjugados por Rain. Depois de serem amarrados e espancados por Thunder, os dois encontram Lo Pan - no entanto, ele agora aparece como um velho aleijado.
Wang diz a Jack que Lo Pan precisa de uma garota especial de olhos verdes para quebrar uma maldição antiga, e ele pretende sacrificar Miao Yin. Séculos atrás, Lo Pan, era um grande guerreiro e mago ainda maior, que foi derrotado em batalha pelo primeiro imperador soberano, Qin Shihuang. O imperador jogou uma maldição que transformou Lo Pan em um ser incorpóreo; Embora Lo Pan possa receber temporariamente um corpo decrépito por súplica aos deuses, ele deve se casar com uma mulher de olhos verdes para apaziguar Ching Dai, o Deus do Oriente, e sacrificá-la para satisfazer o Imperador. Quando os amigos de Jack e Wang tentam salvá-los, eles também são capturados. Depois de caírem em Thunder, Jack, Wang e Eddie escapam e libertam muitas mulheres mantidas em celas no processo. Durante a fuga, um monstro horrível semelhante ao orangotango recaptura Gracie antes que ela escape. Lo Pan observa que Gracie também tem olhos verdes e decide sacrificar Gracie enquanto faz de Miao Yin sua esposa pouco disposta.
Wang e Jack se reagrupam com os Chang Sing e Egg Shen e, como um grupo, eles entram em uma caverna para retornar à sede de Lo Pan. Egg derrama a cada grupo uma poção potente que Jack diz que o faz se sentir "meio invencível". O grupo interrompe a cerimônia de casamento, que começa em uma batalha. Wang mata Rain em um duelo de espadas, enquanto Jack e Gracie perseguem o recém-vivo Lo Pan. Wang se junta a eles e, quando tudo parece perdido, Jack mata Lo Pan com um arremesso de faca habilidoso. Thunder - que estava distraído com Wang - reaparece e, enfurecido por encontrar Lo Pan morto, explode. Jack, Wang, Gracie e Miao Yin são encurralados por Lightning em um corredor, que desencadeia um colapso com seus poderes. Egg os resgata com uma corda e mata Lightning derrubando uma estátua de Buda de pedra sobre ele quando ele tenta segui-lo. Depois de encontrar o caminhão de Jack e lidar com os guardas restantes do Wing Kong, o grupo sai e foge de volta ao restaurante de Wang.
O grupo comemora sua vitória no restaurante com as mulheres resgatadas; Wang e Miao se preparam para se casar, enquanto Eddie se une a Margo. Egg sai em férias há muito tempo - Jack sugere sua terra natal, mas Egg diz que a China está no coração. Embora Gracie se ofereça para acompanhá-lo em suas viagens, Jack decide continuar viajando sozinho e se dar tempo para decidir. Sem que ele soubesse, o monstro semelhante ao orangotango sobreviveu à batalha no labirinto e se escondeu em seu caminhão.

## Elenco
- Kurt Russell como Jack Burton
- Kim Cattrall como Gracie Law
- Dennis Dun como Wang Chi
- James Hong como David Lo Pan
- Victor Wong como Egg Shen
- Al Leong como Wing Kong Hatchet Man
- Kate Burton como Margo
- Donald Li como Eddie Lee
- Carter Wong como Thunder
- Peter Kwong como Rain
- James Pax como Lightning
- Suzee Pai como Miao Yin
- Chao-Li Chi como Uncle Chu